# レ・ウンベルト級戦艦
| レ・ウンベルト級戦艦 | レ・ウンベルト級戦艦 |
| -------------------- | --- |
| 竣工時「シチリア」   | |
| 艦級概観             | |
| 艦種                 | 戦艦 |
| 艦名                 | 人名+地名 |
| 前級                 | ルッジェーロ・ディ・ラウリア級 |
| 次級                 | エマニュエレ・フィリベルト級 |
| 性能諸元             | |
| 排水量               | 常備：13,300トン、満載：15,000トン（レ・ウンベルト） 常備：13,400トン、満載：15,100トン（シチリア） 常備：13,860トン、満載：15,600トン（サルデーニャ） |
| 全長                 | 127.6m（レ・ウンベルト）、130.9m（シチリア、サルデーニャ） 122.0m（水線長）、125.1m（シチリア・サルデーニャ） |
| 全幅                 | 23.4m（レ・ウンベルト）、23.6m（シチリア、サルデーニャ） |
| 吃水                 | 9.0m |
| 機関                 | 形式不明石炭専焼円缶12基 ＋モーズレイ式二段膨張型レシプロ機関（シチリア：アンサルド式二段膨張型レシプロ機関、サルデーニャ：グッピー&ホーソン式三段膨張型レシプロ機関）4基2軸推進                                                                                           |
| 最大出力             | 19,500hp（レ・ウンベルト、シチリア） 22,800hp（サルデーニャ） |
| 最大速力             | 18.0ノット（レ・ウンベルト、シチリア） 20.0ノット（サルデーニャ） |
| 航続距離             | 10ノット/6,000海里 |
| 燃料                 | 石炭：1,200トン（常備） 3,000トン（満載） |
| 乗員                 | 789名 |
| 兵装                 | アームストロング 1885年型 34.3cm（30口径）連装砲2基 15.2cm（40口径）単装砲8基 12cm（40口径）単装砲16基 オチキス 5.7cm（43口径）単装砲15基（シチリア、サルデーニャは20基） オチキス 3.7cm（23口径）五連装回転式機砲2基 45,0cm水中魚雷発射管単装2基、同水上魚雷発射管単装3基 |
| 装甲                 | 舷側：100mm（水線中央部） 甲板：100mm（主甲板） 主砲バーベット部：350mm 司令塔：300mm（最大厚） |

レ・ウンベルト級戦艦 (Corazzate della Classe Re Umberto) はイタリア海軍が建造した最初の前弩級戦艦である。設計者はベネデット・ブリン。

## 艦形

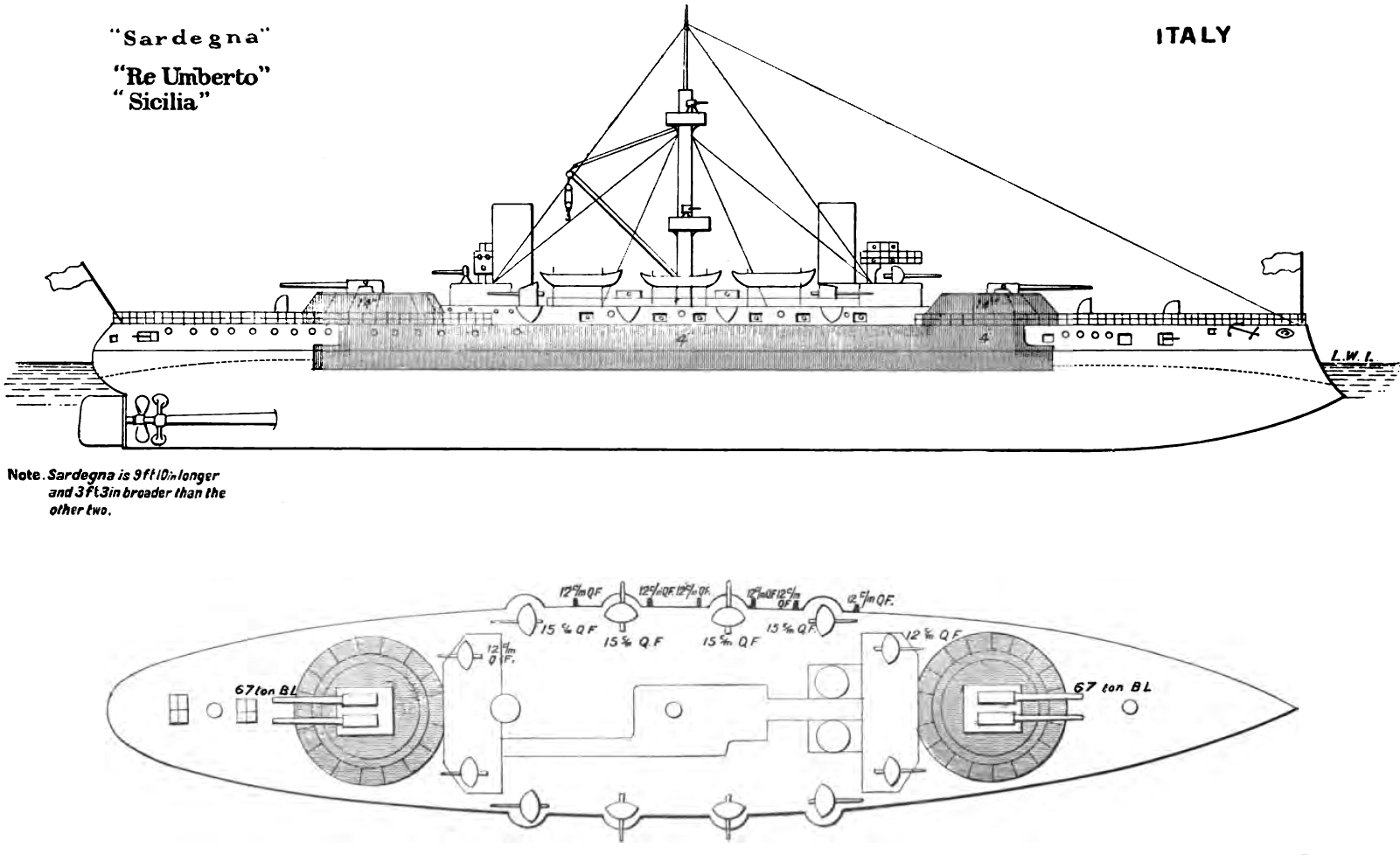
本級の武装・装甲配置を示した図。

本級は当時の主流である平甲板型船体で、艦首水面下に衝角を持ち、艦首甲板から前部甲板上に前向きに「アームストロング 34.3cm（30口径）連装砲を露砲塔で1基を配置している｡
艦橋構造は司令塔を下部に組み込み、船橋を両側に持つ箱型とした。艦橋の後部から機関区が始まり、本級の煙突は3本であるが、このうち2本は並列配置のために舷側方向から見ると2本煙突に見えた。また、この頃のイタリア戦艦の特徴である缶室分離配置により1番・2番煙突と3番煙突は顕著に前後に離されており、船体中央部に単脚式のマスト1本立っていた。その背後に艦内への吸気用として煙管型の通風筒が煙突に挟まれるように立てられ、煙突の両側は艦載艇置き場となっており、単脚マストの基部に1基ついたジブ・クレーンにより運用される。
2番煙突の背後に後部艦橋が配置され、後部甲板上に後ろ向きに露砲塔1基が配置された。左右の舷側甲板上には15.2cm単装砲が断片防御程度の装甲盾を付けられて片舷4基ずつ計8基配置された。その下の舷側にはケースメイト（砲郭）配置で12cm単装砲が片舷6基配置され、他に4基が前後の艦橋の側面に1基ずつ配置され計16基を配置した。
この武装配置により前後方向に最大34.3cm砲2門、12cm砲2門が指向でき、左右方向に最大34.3cm砲4門、15.2cm砲4門、12cm砲8門を指向できた。
防御装甲は舷側水線部に100mmの装甲が貼られていた。また、主砲のバーベット部に特色があり、他国は円筒型であったが本級は台形状のシュナイダー・スチール式装甲板を組み合わせた正16角形多面体をしているのが特徴である。

### 主砲

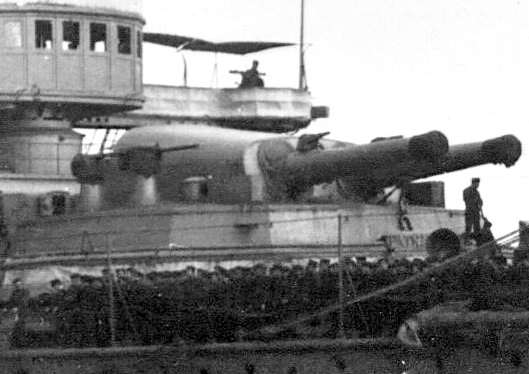
本級の主砲塔の写真。

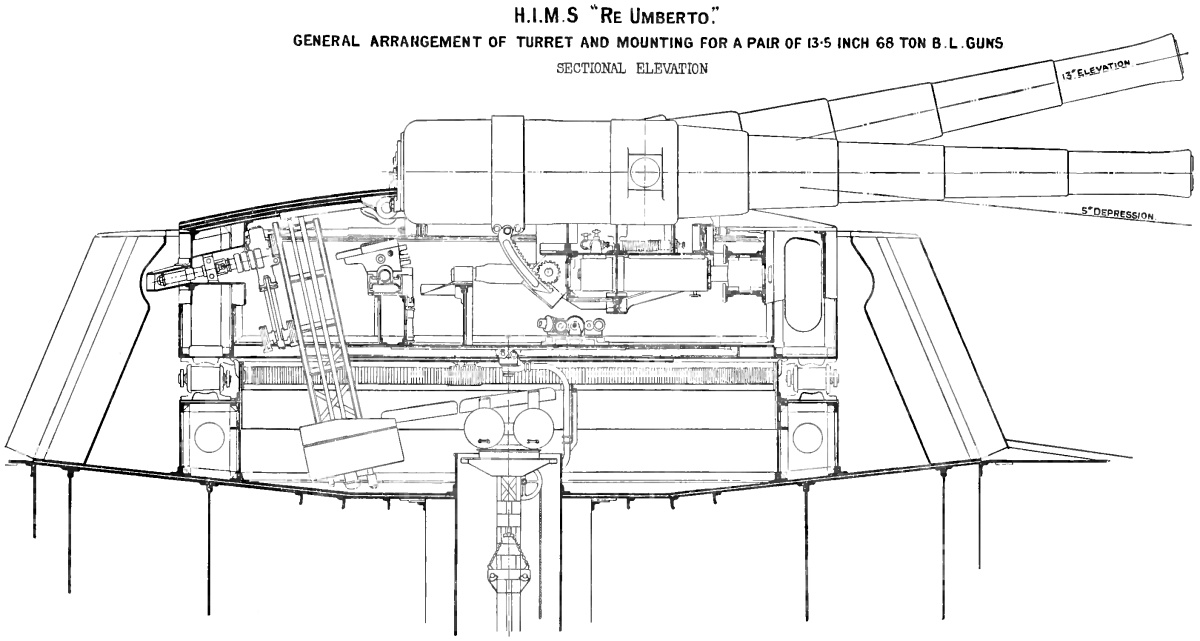
「レ・ウンベルト」の主砲塔を示した図。この図では装甲カバーは装着されていない。

主砲はアームストロング社製「34.3cm（30口径）砲」を採用した。この砲は同時期のイギリス海軍の前弩級戦艦「ロイヤル・サブリン級」にも採用されていた。その性能は重量600kgの砲弾を仰角13.5度で最大射程10,930mまで届かせられ、射程2,740mで27.9cm厚のクルップ鋼を貫通できる性能であった。この砲を新設計の露砲塔に収めた。砲の搭載形式は従来のターン・テーブル上に砲架を置いたコールズ式砲塔と異なり、装填装置がバーベット中央部に付いたため、どの角度に砲を指向していても砲弾の装填が可能となり、射撃速度は飛躍的に向上した。また、左右の砲身の砲架も別個となったために左右別々に俯仰できるようになった。この設計はイギリス海軍前弩級戦艦マジェスティック級「シーザー」と同じ形式であった。砲塔の俯仰能力は仰角13.5度・俯角5度で首尾線方向を0度として左右135度の旋回角度を持っていた。発射速度は2分間に1発である。

### その他の備砲・水雷兵装

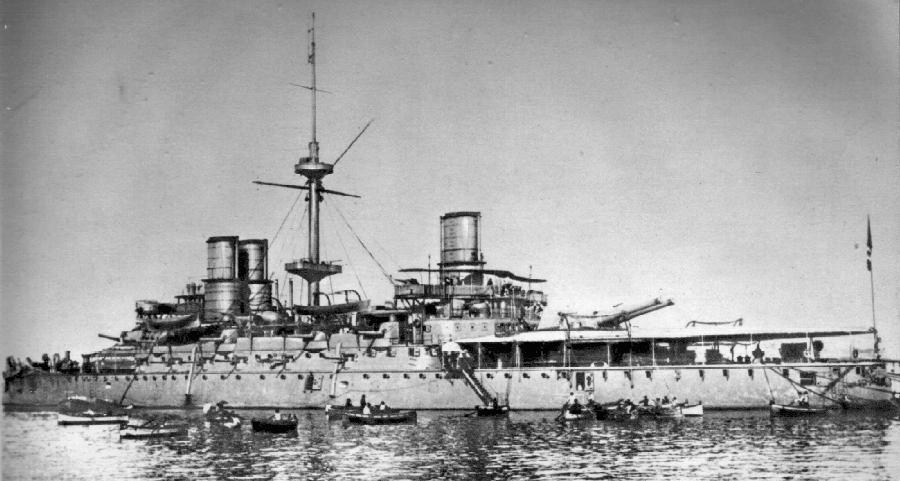
「サルデーニャ」。

副砲は建造元のイタリアがイギリス企業に依存していたため「アームストロング 1892年型 15.2cm（40口径）速射砲」を採用した。この砲はイギリス前弩級戦艦「ロイヤル・サブリン級」や同時期のイタリア｢装甲巡洋艦「ジュゼッペ・ガリバルディ級」の副砲にも採用されている優秀砲である。その性能は45.3kgの砲弾を、最大仰角15度で9,140mまで届かせられた。この砲を単装砲架で舷側ケースメイト（砲郭）配置で片舷6基ずつ計12基を配置した。俯仰能力は仰角15度・俯角3度である。旋回角度は舷側方向を0度として左右150度の旋回角度を持つ、砲身の俯仰・砲塔の旋回・砲弾の揚弾・装填は主に人力を必要とした。発射速度は1分間に5～7発と速かった。
他に対水雷艇迎撃用に「アームストロング 12cm（40口径）単装速射砲」を採用した。この砲は長命で、イタリア海軍最後の戦艦である「ヴィットリオ・ヴェネト級」にも礼砲や照明弾撃ち出しのために搭載されていた。その性能は重量20.4kgの砲弾を仰角20度で9,050mまで届かせることが出来た。砲架の俯仰能力は仰角20度・俯角5度で、旋回角度は360度の旋回角度を持っていた。主砲身の俯仰・砲塔の旋回・砲弾の揚弾・装填は主に人力を必要とした。発射速度は毎分5～6発である。これを舷側ケースメイト配置で片舷6基ずつ計12基を装備した。近接戦闘用としてこの時代の軍艦に広く採用されたフランスのオチキス社の「5.7cm（43口径）単装砲」を単装砲架で「レ・ウンベルト」は15基、他の艦は20基装備した。他に「オチキス 3.7cm（23口径）五連装回転式機砲」を単装砲架で2基を装備した。対艦攻撃用に45.7cm魚雷発射管を舷側部に単装で3基配置していた。

## 機関
本級の缶室配置には特色があり、円缶18基を前部缶室に12基、後部缶室に6基を配置していた。このため、煙突は前部缶室の真上に並列に2本、後部缶室が1本で3本煙突であった。また、推進機関は各艦ごとに異なり、レ・ウンベルトはイギリス製のモーズレイ式二段膨張型であったが残り2隻は国産で、シチリアがアンサルド式二段膨張型レシプロ機関、サルデーニャがグッピー&ホーソン式三段膨張型レシプロ機関で異なっていた。

## 同型艦
- レ・ウンベルト
- シチリア
- サルデーニャ

## 参考図書
- 「世界の艦船増刊第41集　イタリア戦艦史」(海人社)